# 足尾双愛病院
足尾双愛病院（あしおそうあいびょういん）は、栃木県日光市足尾町（旧：栃木県上都賀郡足尾町）にあり特定医療法人双愛会が運営する病院。1980年（昭和55年）に開院した医療機関である。
認知症高齢者対応共同生活介護（グループホーム）と介護老人保健施設を併設し、地域医療のみならず過疎地域における地域福祉の一端を担っている。
経営悪化と人手不足から2027年3月31日で廃止されることが報じられている。

## 診療科
- 内科[3]
- 循環器内科[3]
- 神経内科[3]
- 外科[3]
- 整形外科[3]
- 泌尿器科[3]
- リハビリテーション科[3]
- 麻酔科[3]
- 歯科口腔外科[3]

## 医療機関の認定
- 保険医療機関[3]
- 労災保険指定医療機関[3]
- 身体障害者福祉法指定医の配置されている医療機関[3]
- 生活保護法指定医療機関(中国残留邦人等の円滑な帰国の促進並びに永住帰国した中国残留邦人等及び特定配偶者の自立の支援に関する法律（平成6年法律第30号）に基づく指定医療機関を含む。)[3]
- 結核指定医療機関[3]
- 戦傷病者特別援護法指定医療機関[3]
- 救急告示病院[4]

## 交通アクセス
- 東武日光線「東武日光駅」より日光市営バスにて約60分[5]
- わたらせ渓谷鐵道わたらせ渓谷線「通洞駅」下車、車で約3分[5]